# 米哈伊尔·雅斯诺夫
米哈伊尔·阿列克谢耶维奇·雅斯诺夫（俄语：Михаил Алексеевич Яснов；1906年6月5日—1991年7月23日），苏联党和国家领导人。曾任莫斯科市长，苏联最高苏维埃联盟院主席，俄罗斯苏维埃联邦社会主义共和国部长会议主席，最高苏维埃主席等职。

## 生平
- 1906年5月23日（格里历：6月3日）出生于沙俄莫斯科省科洛姆纳区戈里村的一个农民家庭。
- 1918年-1922年，苏俄卫生人民委员会科员。
- 1920年-1925年，莫斯科国立大学学习。
- 1922年-1928年，制革工人。1925年加入俄共（布）。
- 1928年-1930年，苏联红军服役。
- 1930年-1931年，Mosgorstroy建筑公司业务经理。
- 1931年-1932年，莫斯科Vodokanalizaciya建筑公司副经理。
- 1932年-1934年，莫斯科信托基金会副经理。
- 1934年-1935年，莫斯科Gordorstroy Trust堤防工程第一分公司副负责人。
- 1935年-1938年，建筑事务所负责人，莫斯科堤岸建设公司经理。
- 1938年-1942年，莫斯科市建设委员会副主席。
- 1942年-1949年，莫斯科市第一副市长。
- 1949年-1950年1月，苏联城市规划部副部长。
- 1950年1月-1956年2月，莫斯科市长。期间，1950年6月-1954年4月，苏联最高苏维埃联盟院主席。
- 1956年1月-1957年12月，俄罗斯苏维埃联邦社会主义共和国部长会议主席。
- 1957年12月-1966年12月，俄罗斯苏维埃联邦社会主义共和国部长会议第一副主席。
- 1966年12月-1985年3月，俄罗斯苏维埃联邦社会主义共和国最高苏维埃主席。
- 1985年3月起退休。
- 1991年7月23日于莫斯科逝世，享年85岁。葬于莫斯科新圣女公墓。

雅斯诺夫是联共（布）18大，苏共19-26大代表。第19-26届中央委员，第20-22届中央主席团成员。第3-4届苏联最高苏维埃联盟院代表，第5-11届苏联最高苏维埃民族院代表，第2-11届俄罗斯苏维埃联邦社会主义共和国最高苏维埃代表。

## 荣誉
- 社会主义劳动英雄称号（1976）
- 七次列宁勋章（1947,1956,1957,1966,1971,1973,1976）
- 红旗勋章（1944）
- 劳动红旗勋章（1940）
- 各民族人民友谊勋章（1986）
- 红星勋章（1944）[2]